# Йован Мичич Кикор
Йован Мичич Кикор (5 февраля 1955, Биелина — 13 мая 2018, Биелина) подполковник и командир 1-й Семберийской лёгкой пехотной бригады, которая была включена в Восточно-Боснийский корпус армии Республики Сербской.

## Биография
Родился 5 февраля 1955 года в Биелине. В детстве жил в Модране. Отец Слободан Микич, уроженец Модрана а мать Любица Югович из Ченгича. Учился в школах Модране и Яне а также в Биелине. Позже поступил в Военную академию в Белграде которую успешно закончил в 1979 году. Когда был офицером ЮНА воевал в Хорватии в общине Двор. После начала войны в Боснии и Герцеговине был переведен в Сански-Мост и Приедор а позже в Восточно-Боснийский корпус, где в 1992 был назначен командиром 1-й Семберийской лёгкой пехотной бригадой.
Во время войны проявлял подвиги в защиту сербского народа. Также во время войны с Кикором служил певец Родолюб Роки Вулович который посвятил Йовану песни «Хеј, Кикоре» и упомянул его в песне «Јунаци из 1. Семберске бригаде».
После войны он ушел в отставку и начал работать в государственной службе Биелины. Но в 2013 из-за болезни уволился.
Йован Мичич Кикор умер 13 мая 2018 после тяжелой болезни в Биелине. Похоронен 15 мая в родном селе Модран с воинскими почестями.